# اریش گود
اریش گود (انگلیسی: Erich Goede; ۲۴ مهٔ ۱۹۱۶ – ۱۳ مهٔ ۱۹۴۹) بازیکن فوتبال اهل آلمان بود.
وی همچنین در تیم ملی فوتبال آلمان بازی کرده‌است.